# 银版摄影法

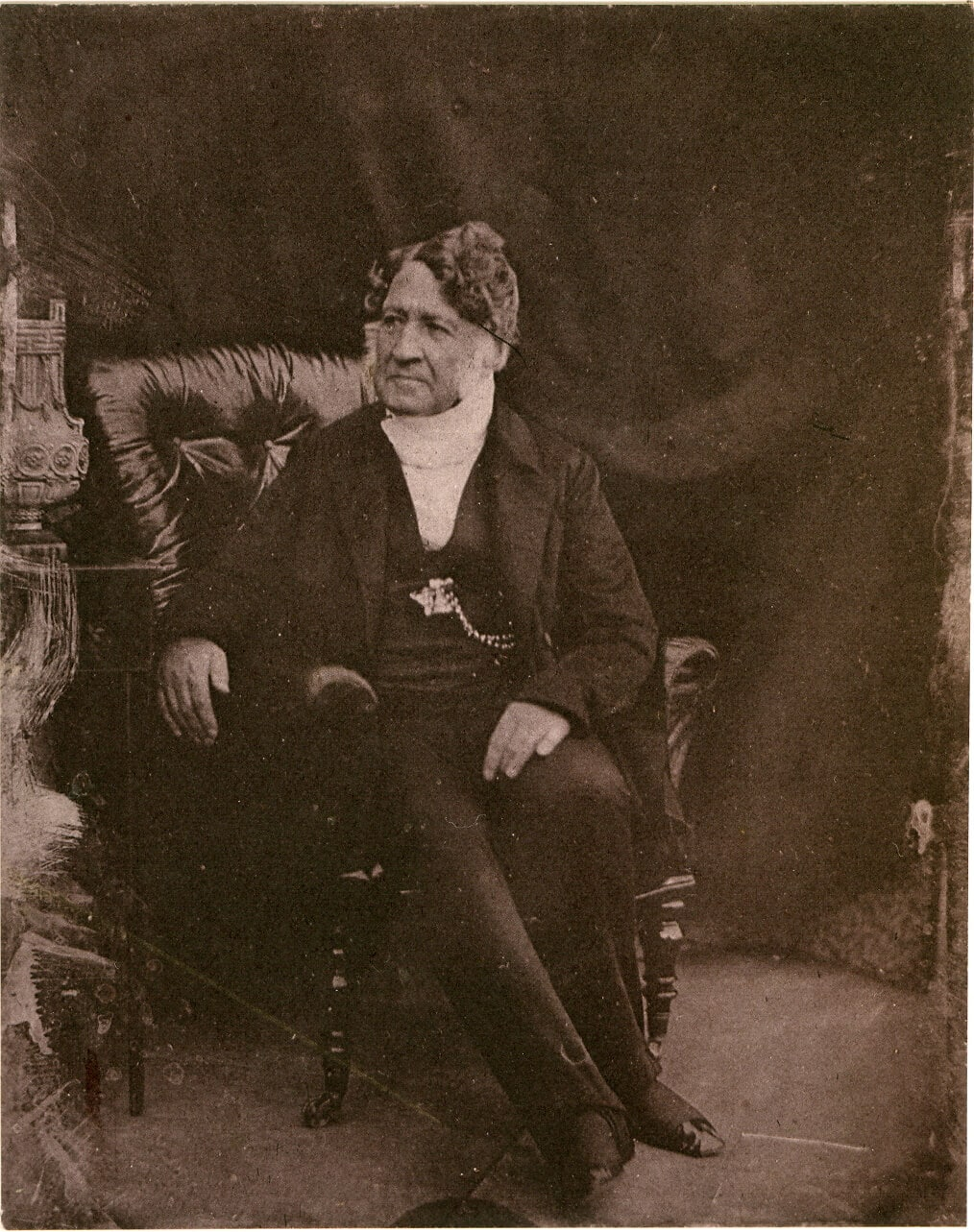
在1842年使用銀版攝影法拍攝的時任法國國王路易－菲利普一世。

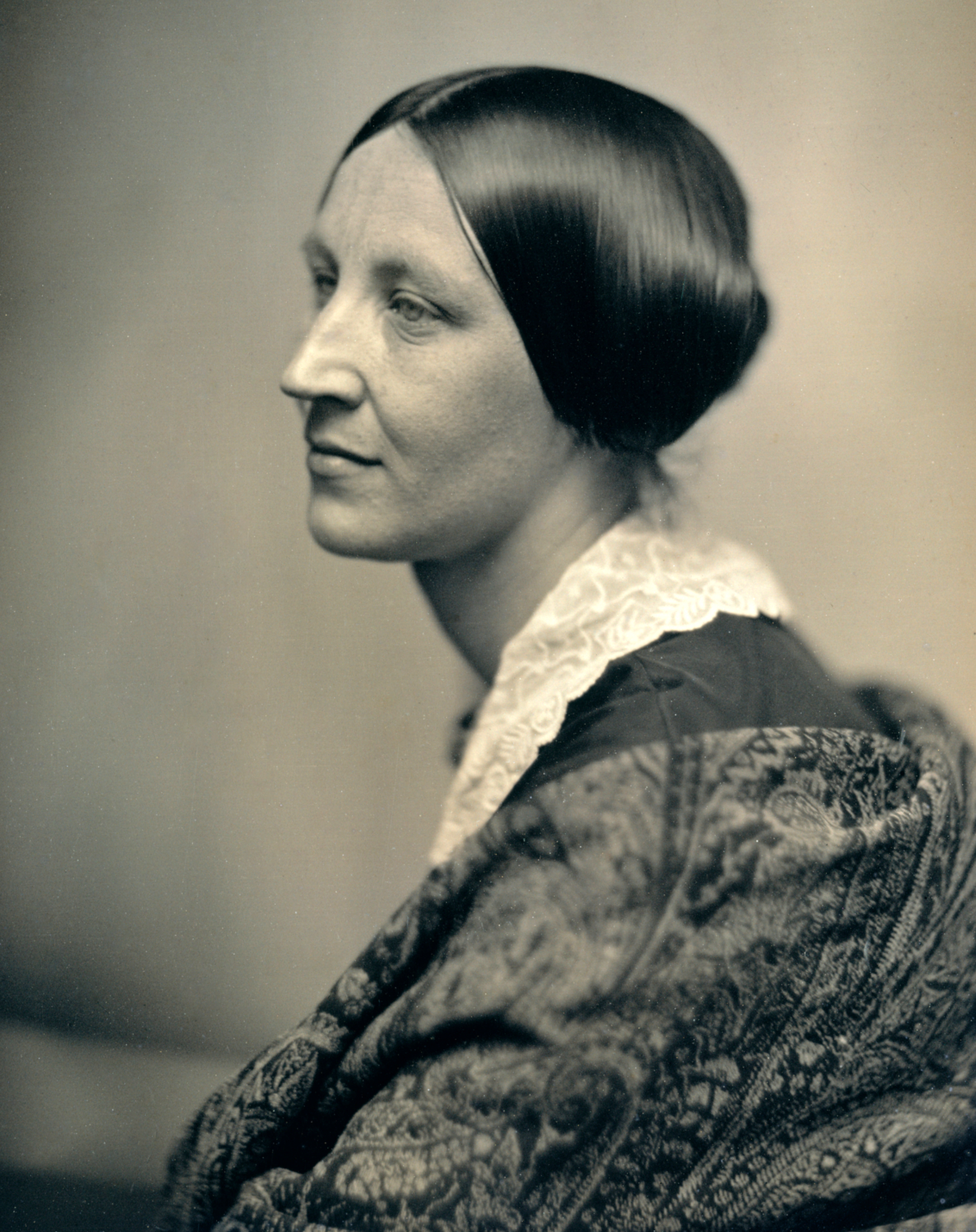
銀版攝影法拍攝的婦女肖像

银版摄影法（英語：Daguerreotype）是法国巴黎一家著名歌剧院的首席布景画家达盖尔，于1839年发明的利用水银蒸汽对曝光的银盐涂面进行显影作用的方法。这种摄影方法的曝光时间约为30分钟，大大的短于約瑟夫·尼塞福爾·涅普斯的摄影方法。經過改良後，曝光時間進一步縮短，可以拍攝肖像照片。
用这种方法拍摄出的照片具有影纹细腻、色调均匀、不易褪色、复制困難、影像左右相反等特点。这种摄影方法是用达盖尔自己的名字命名的，所以又称为达盖尔银版法。
銀版攝影法的優點是照片逼真，富立體感，而且是正像。缺點是從不同的角度觀看，照片會由正像變成負像。此外，由於影像是在一層很薄的銀上形成，因此容易受損，用手指輕擦也可能會令照片受損，現時存世的早期銀版照片，有不少都出現破損。後來法國物理學家斐索想出為照片鍍金，並在1844年公開「鍍金法」這種保護措施，方法是把氯化金加進硫代硫酸鈉的水溶液，再灑在照片上形成黃金保護層。一眾攝影師則想出更直接的方法，把照片鑲在玻璃鏡框中。還有，由於使用水銀蒸汽顯影，有可能導致攝影師水銀中毒。其他缺點包括複製照片困難，及拍攝成本高昂。
不過，由於技術已公開，銀版攝影法在世界各地廣為流傳，更一度成為主流的攝影方法，至1850年代始由濕版火棉膠攝影法等新方法取代。
银版法的具体步骤为：
1. 准备一块镀有薄银的铜板；
2. 洗净，抛光；
3. 置入装有碘溶液或碘晶体的小箱内，碘蒸汽与银發生反应，生成碘化银。时间是30分钟；
4. 转入暗盒；
5. 暗盒一起放入暗箱进行拍摄，时间是15～30分钟。在光线的作用下，碘化银依光线的强弱还原为不同密度的金属银，形成“潜影”；
6. 先以水银（汞）蒸汽显影；
7. 再放入浓热食盐溶液中，通过氯化钠的作用，即“定影”；
8. 水洗，晾干。

这样就得到一幅由霜白色的汞合金形成的影像。阴影部分透明，可以看到黑暗色的镀银铜板表面，便成为一幅正像的照片。